# Apterourus horizontalis
Apterourus horizontalis är en mångfotingart som beskrevs av Loomis 1966. Apterourus horizontalis ingår i släktet Apterourus och familjen Apterouridae. Inga underarter finns listade i Catalogue of Life.